# Pama Records
Pama Records è stata una etichetta discografica inglese operativa durante gli anni sessanta e gli anni settanta. Inizialmente orientata verso la musica soul, divenne poi una delle maggiori rivenditrici di musica rocksteady, reggae e ska in Gran Bretagna.

## Storia
L'etichetta fu aperta dai fratelli Palmer: Harry, Jeff e Carl, all'inizio come etichetta di musica soul ma concentrandosi più tardi sulla musica giamaicana, pubblicando dal 1967 singoli rocksteady.
Gran parte delle pubblicazioni dell'etichetta erano registrazioni di produttori giamaicani - Clancy Eccles, Alton Ellis, Bunny Lee, Lee "Scratch" Perry - anche se pubblicava anche musica di talenti locali, come Junior English e Delroy Washington.
Derrick Morgan divenne una delle più grandi stelle dell'etichetta Pama, grazie al successo da classifica Moon Hop. Il successo più grande dell'etichetta fu la canzone Wet Dream di Max Romeo, che raggiunse il decimo posto nella classifica dei singoli inglesi, vendendo più di 250 000 copie.
La rivalità tra la Pama e il principale concorrente inglese, l'etichetta Trojan Records era chiara, con un testa a testa tra i dischi della serie Tighten Up della Trojan e quelli dal titolo simile della Pama, Straighten Up. Rivalità alimentata anche dalla licenza alla pubblicazione di Seven Letters di Derrick Morgan, data da Bunny Lee ad entrambe le etichette.
Pama introdusse un certo numero di etichette sussidiarie, spesso associate a singoli produttori, come Pama Supreme, Supreme, Crab, Bullet, Gas, Nu Beat/New Beat (Laurel Aitken), Success (Rupie Edwards), Camel, Escort, Unity (Bunny Lee) e Punch (Lee "Scratch" Perry)
Oltre alle molte pubblicazioni reggae, l'etichetta pubblicò anche alcuni album non-reggae, tra i quali Butlins Red Coat Review e un album commemorativo dell'investitura del Principe del Galles.
Pama durò fino alla metà degli anni settanta, anni in cui la forza motrice dell'etichetta era Carl Palmer, concentrato alla realizzazione di una rete di distribuzione britannica per il reggae; successivamente riemergendo come Jet Star, una delle più grandi distributrici mondiali di musica reggae.